# Fernand Icres
 (août 2019).
Si vous disposez d'ouvrages ou d'articles de référence ou si vous connaissez des sites web de qualité traitant du thème abordé ici, merci de compléter l'article en donnant les références utiles à sa vérifiabilité et en les liant à la section « Notes et références ».
Fernand Icres (né aux Bordes-sur-Arize le 15 novembre 1856 et mort à Castex le 14 septembre 1888) est un écrivain français.

## Biographie
Fils de l'instituteur des Bordes-sur-Arize, après avoir fait des études à Montauban, il entre en 1877 à l'École nationale des chartes, en sortira semble-t-il sans diplôme, et sera instituteur à Paris.
Il rejoint Les Hydropathes, club fondé par le poète et romancier Émile Goudeau, qui tient ses séances à l'hôtel Boileau 19 rue Cujas à Paris.
Léon Cladel l'appuira pour publier en 1880 Les Fauves, son premier recueil de vers. 
Il sera notamment connu sous le nom de plume de Fernand Crésy. Il collabore à différentes revues et fréquente clubs et salons parisiens.
Il mourra à 31 ans de la tuberculose. Dans Petits Mémoires de la vie paru en 1921, Laurent Tailhade se souviendra de lui en ces termes :

« …Une sorte de Lucrèce paysan, Fernand Icres, gasconnant d'une voix rauque et formidable, crachant son dernier poumon dans les vers luxurieux et sauvages où vibraient éperdument les ardeurs suprêmes de sa machine détraquée… »

1888, année de son décès mais aussi des prémices de la mise en scène au théâtre attribués à André Antoine pour de la création des «Bouchers» de Fernand Icres, au Théâtre-Libre de Montmartre, rendue quelque peu tumultueuse par la présence à des crocs de deux vraies carcasses de moutons . 
Il est aussi l'auteur des vers qui marquent l’entrée de la grotte du Mas-d'Azil :
En vain le souvenir meurt dans le cœur des hommes ;
Sur le roc, par ces vers, je veux éterniser
Malgré le temps qui fuit et le peu que nous sommes,
Le parfum d’une fleur et l’émoi d’un baiser.
Une rue de Bordes-sur-Arize, son village natal, porte son nom.

## Œuvres
- Les Fauves (Le Mitron. Tête et cœur. Pyrénéennes, poésies, Paris, A. Lemerre, 1880, 136 p.
- Les Farouches, poésies, 1886.
- Le Justicier (mœurs pyrénéennes), Paris, J. Lévy, 1886, 271 p.
- Les Bouchers, drame en un acte, en vers[3], lettre-préface de Léon Cladel, Paris, Tresse et Stock, 1883, 42 p.
- Perle, roman, 1889.
- Le Café de l'Antre, roman (non publié).
- Les Amours baroques, prose (non publié).
- Les Féroces, poésies (volume annoncé comme étant en préparation en 1886).